# فورزيل (كيييفسكا)
فورزيل (Ворзель) هي مدينة في مقاطعة كيييفسكا في أوكرانيا.